# Hamekrista
Hamekrista (lat. Chamaecrista), rod mahunarki dio podtribusa Cassiinae. Postoji blizu 380 vrsta (379), uglavnom grmova, ali i drveća i monokarpičnog bilja u tropskim i suptropskim krajevima Afrike, Amerike, Azije i Australije

## Vrste
1. Chamaecrista absus (L.) Irwin & Barneby
2. Chamaecrista acicularis M.Cota, Rando & L.P.Queiroz
3. Chamaecrista acosmifolia (Mart. ex Benth.) Irwin & Barneby
4. Chamaecrista adamantina (Irwin & Barneby) Irwin & Barneby
5. Chamaecrista adenophora (Harms) Irwin & Barneby
6. Chamaecrista adenophylla (Taub.) H.S.Irwin & Barneby
7. Chamaecrista adiantifolia (Benth.) Irwin & Barneby
8. Chamaecrista africana (Steyaert) Lock
9. Chamaecrista aiarana (H.S.Irwin) Irwin & Barneby
10. Chamaecrista aldabrensis (Hemsl.) Lock & H.E.Ireland
11. Chamaecrista almanegra A.M.Trujillo, LondoÃ±o-Ech. & Idarraga
12. Chamaecrista altoana (Irwin & Barneby) Irwin & Barneby
13. Chamaecrista amabilis Irwin & Barneby
14. Chamaecrista amambaya (Irwin & Barneby) Irwin & Barneby.
15. Chamaecrista amiciella (Irwin & Barneby) Irwin & Barneby
16. Chamaecrista amorimii Barneby
17. Chamaecrista amphibola (Irwin & Barneby) Irwin & Barneby
18. Chamaecrista anamariae Conc., L.P.Queiroz & G.P.Lewis
19. Chamaecrista anceps (Benth.) Irwin & Barneby
20. Chamaecrista andersonii (Irwin & Barneby) Irwin & Barneby
21. Chamaecrista andromedea (Benth.) Irwin & Barneby
22. Chamaecrista anfracta M.Cota & Rando
23. Chamaecrista ankaratrensis (R.Vig.) Du Puy
24. Chamaecrista apoucouita (Aubl.) Irwin & Barneby
25. Chamaecrista arachiphylla Barneby
26. Chamaecrista arboae Barneby
27. Chamaecrista arenicola (R.Vig.) Du Puy
28. Chamaecrista aristata (Benth.) Irwin & Barneby
29. Chamaecrista arrojadoana (Harms) Rando
30. Chamaecrista aspidiifolia Irwin & Barneby
31. Chamaecrista aspleniifolia (Irwin & Barneby) Irwin & Barneby
32. Chamaecrista astrochiton (Irwin & Barneby) Irwin & Barneby
33. Chamaecrista atroglandulosa (Taub.) Irwin & Barneby
34. Chamaecrista auricoma (Benth.) V.Singh
35. Chamaecrista auris-zerdae (Irwin & Barneby) Irwin & Barneby
36. Chamaecrista aurivilla (Mart. ex Benth.) Irwin & Barneby
37. Chamaecrista axilliflora Irwin & Barneby
38. Chamaecrista azulana (Irwin & Barneby) Irwin & Barneby
39. Chamaecrista bahiae (H.S.Irwin) H.S.Irwin & Barneby
40. Chamaecrista barbata (Nees & Mart.) Irwin & Barneby
41. Chamaecrista barnebyana R.G.Matos & M.J.Silva
42. Chamaecrista basifolia (Vogel) Irwin & Barneby
43. Chamaecrista belemii (Irwin & Barneby) Irwin & Barneby
44. Chamaecrista bella Conc., L.P.Queiroz & G.P.Lewis
45. Chamaecrista belladonna M.J.Silva & A.O.Souza
46. Chamaecrista benthamiana (Harms) Irwin & Barneby
47. Chamaecrista benthamii (Ghesq.) Irwin & Barneby
48. Chamaecrista biddulphiana Pedley
49. Chamaecrista biensis (Steyaert) Lock
50. Chamaecrista bifoliola (Glaz. ex Harms) Irwin & Barneby
51. Chamaecrista bissei A.Barreto & Yakovlev
52. Chamaecrista blanchetii (Benth.) Conc., L.P.Queiroz & G.P.Lewis
53. Chamaecrista botryoides Conc., L.P.Queiroz & G.P.Lewis
54. Chamaecrista boyanii (Irwin & Barneby) Irwin & Barneby
55. Chamaecrista brachyblepharis (Harms) Irwin & Barneby
56. Chamaecrista brachyrachis (Harms) Irwin & Barneby
57. Chamaecrista brachystachya (Benth.) Conc., L.P.Queiroz & G.P.Lewis
58. Chamaecrista bracteolata (Vogel) Irwin & Barneby
59. Chamaecrista brevicalyx (Benth.) Irwin & Barneby
60. Chamaecrista brevifolia (Lam.) Greene
61. Chamaecrista bucherae (Moldenke) Irwin & Barneby
62. Chamaecrista burchellii (Benth.) Irwin & Barneby
63. Chamaecrista caespitosa (Benth.) Irwin & Barneby
64. Chamaecrista caiapo (Irwin & Barneby) Irwin & Barneby
65. Chamaecrista calixtana (Irwin & Barneby) Irwin & Barneby
66. Chamaecrista calycioides (DC. ex Collad.) Greene
67. Chamaecrista campestris Irwin & Barneby
68. Chamaecrista campicola (Harms) Irwin & Barneby
69. Chamaecrista capensis (Thunb.) E.Mey.
70. Chamaecrista caracensis (Taub. ex Irwin & Barneby) Irwin & Barneby
71. Chamaecrista cardiostegia Irwin & Barneby
72. Chamaecrista caribaea Britton
73. Chamaecrista carobinha (Irwin & Barneby) Irwin & Barneby
74. Chamaecrista caspariifolia Barneby
75. Chamaecrista catapodia (Irwin & Barneby) Irwin & Barneby
76. Chamaecrista cathartica (Mart.) Irwin & Barneby
77. Chamaecrista catharticoides (Irwin & Barneby) Irwin & Barneby
78. Chamaecrista catiarae (Irwin & Barneby) Irwin & Barneby
79. Chamaecrista catolesensis Conc., L.P.Queiroz & G.P.Lewis
80. Chamaecrista cavalcantina (Irwin & Barneby) Irwin & Barneby
81. Chamaecrista celiae (Irwin & Barneby) Irwin & Barneby
82. Chamaecrista centiflora (Irwin & Barneby) Irwin & Barneby
83. Chamaecrista cercidifolia (H.S.Irwin & Barneby) T.P.Mendes & M.J.Silva
84. Chamaecrista chaetostegia (Irwin & Barneby) Irwin & Barneby
85. Chamaecrista chamaecristoides (Collad.) Greene
86. Chamaecrista chapadae (Irwin & Barneby) Irwin & Barneby
87. Chamaecrista chiquitana Barneby
88. Chamaecrista choriophylla (Vogel) Irwin & Barneby
89. Chamaecrista chrysosepala (Irwin & Barneby) Irwin & Barneby
90. Chamaecrista ciliolata (Benth.) Irwin & Barneby
91. Chamaecrista cinerascens (Vogel) Irwin & Barneby
92. Chamaecrista cipoana (Irwin & Barneby) Irwin & Barneby
93. Chamaecrista claussenii (Benth.) Irwin & Barneby
94. Chamaecrista comosa E.Mey.
95. Chamaecrista compitalis (Irwin & Barneby) Irwin & Barneby
96. Chamaecrista concinna (Benth.) Pedley
97. Chamaecrista conferta (Benth.) Irwin & Barneby
98. Chamaecrista confertiformis (Irwin & Barneby) Conc., L.P.Queiroz & G.P.Lewis
99. Chamaecrista coradinii Irwin & Barneby
100. Chamaecrista cordistipula (Mart.) Irwin & Barneby
101. Chamaecrista coriacea (Bong. ex Benth.) Irwin & Barneby
102. Chamaecrista cotinifolia (G.Don) Irwin & Barneby
103. Chamaecrista crenulata (Benth.) Irwin & Barneby
104. Chamaecrista cristalinae (Irwin & Barneby) Irwin & Barneby
105. Chamaecrista crommyotricha (Harms) Irwin & Barneby
106. Chamaecrista cupeyalensis A.Barreto & Yakovlev
107. Chamaecrista cuprea Irwin & Barneby
108. Chamaecrista curvifolia (Vogel) Afr.Fern. & E.P.Nunes
109. Chamaecrista cyclophylla (H.S.Irwin & Barneby) Mendes & M.J.Silva
110. Chamaecrista cytisoides (Collad.) Irwin & Barneby
111. Chamaecrista dalbergiifolia (Benth.) Irwin & Barneby
112. Chamaecrista dawsonii (R.S.Cowan) Irwin & Barneby
113. Chamaecrista debilis (Vogel) Irwin & Barneby
114. Chamaecrista decora (Irwin & Barneby) Conc., L.P.Queiroz & G.P.Lewis
115. Chamaecrista decrescens (Benth.) Irwin & Barneby
116. Chamaecrista decumbens (Benth.) Irwin & Barneby
117. Chamaecrista deeringiana Small ex Pennell
118. Chamaecrista deltoidea Hervencio & L.P.Queiroz
119. Chamaecrista densifolia (Benth.) Irwin & Barneby
120. Chamaecrista dentata (Vogel) Irwin & Barneby
121. Chamaecrista depauperata Conc., L.P.Queiroz & G.P.Lewis
122. Chamaecrista deserti Pedley
123. Chamaecrista desertorum (Mart. ex Benth.) Irwin & Barneby
124. Chamaecrista desvauxii (Collad.) Killip
125. Chamaecrista didyma Irwin & Barneby
126. Chamaecrista diphylla (L.) Greene
127. Chamaecrista distichoclada (Mart. ex Benth.) Irwin & Barneby
128. Chamaecrista duartei (H.S.Irwin) Irwin & Barneby
129. Chamaecrista duboisii (Steyaert) Lock
130. Chamaecrista duckeana (Bezerra & Afr.Fern.) Irwin & Barneby
131. Chamaecrista dumalis (Hoehne) Irwin & Barneby
132. Chamaecrista dumaziana (Brenan) Du Puy
133. Chamaecrista dunensis Thulin
134. Chamaecrista echinocarpa (Benth.) Irwin & Barneby
135. Chamaecrista egleri (Irwin & Barneby) Irwin & Barneby
136. Chamaecrista eitenorum (Irwin & Barneby) Irwin & Barneby
137. Chamaecrista elachistophylla (Harms) Irwin & Barneby
138. Chamaecrista elata A.O.Souza & M.J.Silva
139. Chamaecrista ensiformis (Vell.) Irwin & Barneby
140. Chamaecrista ericifolia (Benth.) Irwin & Barneby
141. Chamaecrista exigua Pedley
142. Chamaecrista exilis (Vatke) Lock
143. Chamaecrista exsudans (Benth.) Irwin & Barneby
144. Chamaecrista fagonioides (Vogel) Irwin & Barneby
145. Chamaecrista falcata Musandiwa & Boatwr.
146. Chamaecrista falcifoliolata A.Barreto & Yakovlev
147. Chamaecrista falcinella (Oliv.) Lock
148. Chamaecrista fallacina (Chiov.) Lock
149. Chamaecrista fasciculata (Michx.) Greene
150. Chamaecrista feliciana (Irwin & Barneby) Irwin & Barneby
151. Chamaecrista fenarolii (Mendonça & Torre) Lock
152. Chamaecrista filicifolia (Benth.) Irwin & Barneby
153. Chamaecrista flammata M.Cota
154. Chamaecrista flexuosa (L.) Greene
155. Chamaecrista floribunda M.J.Silva & A.O.Souza
156. Chamaecrista fodinarum Irwin & Barneby
157. Chamaecrista foederalis (Irwin & Barneby) Irwin & Barneby
158. Chamaecrista fragilis (Irwin & Barneby) Irwin & Barneby
159. Chamaecrista frondosa M.J.Silva & A.O.Souza
160. Chamaecrista fulgida Barneby
161. Chamaecrista fuscescens (Benth.) Irwin & Barneby
162. Chamaecrista garambiensis (Hosok.) H.Ohashi, Tateishi & T.Nemoto
163. Chamaecrista geminata (Benth.) H.S.Irwin & Barneby
164. Chamaecrista geraldii (Irwin & Barneby) Irwin & Barneby
165. Chamaecrista ghesquiereana (Brenan) Lock
166. Chamaecrista gilliesii (Harms) Irwin & Barneby
167. Chamaecrista glandulosa (L.) Greene
168. Chamaecrista glaucofilix (Irwin & Barneby) Irwin & Barneby
169. Chamaecrista glaziovii (Taub. ex Harms) Irwin & Barneby
170. Chamaecrista glischrodes Irwin & Barneby
171. Chamaecrista gonoclada (Benth.) Irwin & Barneby
172. Chamaecrista gracilior (Ghesq.) Lock
173. Chamaecrista grantii (Oliv.) Standl.
174. Chamaecrista greggii (A.Gray) Pollard ex A.Heller
175. Chamaecrista grisea Pedley
176. Chamaecrista guanensis A.Barreto & Yakovlev
177. Chamaecrista gumminans Irwin & Barneby
178. Chamaecrista gymnothyrsa (Irwin & Barneby) Irwin & Barneby
179. Chamaecrista harmsiana Irwin & Barneby
180. Chamaecrista hassleri (Irwin & Barneby) Irwin & Barneby
181. Chamaecrista hatschbachii Irwin & Barneby
182. Chamaecrista hedysaroides (Vogel) Irwin & Barneby
183. Chamaecrista herpestia M.Cota & Mello-Silva
184. Chamaecrista hildebrandtii (Vatke) Lock
185. Chamaecrista hispidula (Vahl) Irwin & Barneby
186. Chamaecrista horizontalis A.R.Franck
187. Chamaecrista howardii M.Cota & Rando
188. Chamaecrista huillensis (Mendonça & Torre) Lock
189. Chamaecrista huntii (Irwin & Barneby) Irwin & Barneby
190. Chamaecrista hymenaeifolia (Benth.) Irwin & Barneby
191. Chamaecrista imbricans (Irwin & Barneby) Irwin & Barneby
192. Chamaecrista incana (Vogel) Irwin & Barneby
193. Chamaecrista incurvata (Benth.) H.S.Irwin & Barneby
194. Chamaecrista ipanorensis Rando & H.C.Lima
195. Chamaecrista irwiniana A.O.Souza & M.J.Silva
196. Chamaecrista isidorea (Benth.) Irwin & Barneby
197. Chamaecrista itabiritoana (Irwin & Barneby) Irwin & Barneby
198. Chamaecrista itambana (Mart. ex Benth.) Irwin & Barneby
199. Chamaecrista ixodes (Irwin & Barneby) Irwin & Barneby
200. Chamaecrista jacobinea (Benth.) Irwin & Barneby
201. Chamaecrista jaegeri (Keay) Lock
202. Chamaecrista juruenensis (Hoehne) Irwin & Barneby
203. Chamaecrista kalulensis (Steyaert) Lock
204. Chamaecrista katangensis (Ghesq.) Lock
205. Chamaecrista kirkbridei (Irwin & Barneby) Irwin & Barneby
206. Chamaecrista kirkii Standl.
207. Chamaecrista kleinii (Wight & Arn.) V.Singh
208. Chamaecrista kolabensis (Kothari, Moorthy & M.P.Nayar) V.Singh
209. Chamaecrista kunthiana (Schltdl. & Cham.) Irwin & Barneby
210. Chamaecrista labouriaeae (Irwin & Barneby) Irwin & Barneby
211. Chamaecrista lagotois Irwin & Barneby
212. Chamaecrista lamprosperma (Mart. ex Benth.) Irwin & Barneby
213. Chamaecrista langsdorffii (Kunth ex Vogel) Britton ex Pittier
214. Chamaecrista lateriticola (R.Vig.) Du Puy
215. Chamaecrista latifolia (Benth.) Rando
216. Chamaecrista lavradiiflora (Harms) Irwin & Barneby
217. Chamaecrista lavradioides (Benth.) Irwin & Barneby
218. Chamaecrista lentiscifolia (Benth.) Irwin & Barneby
219. Chamaecrista leschenaultiana (DC.) O.Deg.
220. Chamaecrista leucopilis (Glaz. ex Harms) Irwin & Barneby
221. Chamaecrista linearifolia (G.Don) Irwin & Barneby
222. Chamaecrista linearis (Irwin & Barneby) Afr.Fern. & E.P.Nunes
223. Chamaecrista lineata (Sw.) Greene
224. Chamaecrista lomatopoda (Benth.) Irwin & Barneby
225. Chamaecrista longicuspis (Benth.) Irwin & Barneby
226. Chamaecrista longipes (Domin) Pedley
227. Chamaecrista longistyla A.O.Souza & M.J.Silva
228. Chamaecrista lundii (Benth.) Irwin & Barneby
229. Chamaecrista macambensis A.Barreto & Yakovlev
230. Chamaecrista macedoi (Irwin & Barneby) Irwin & Barneby
231. Chamaecrista machaeriifolia (Benth.) Irwin & Barneby
232. Chamaecrista marianensis A.Barreto & Yakovlev
233. Chamaecrista maritima Pedley
234. Chamaecrista meelii (Steyaert) Lock
235. Chamaecrista megacycla (H.S.Irwin & Barneby) Mendes & M.J.Silva
236. Chamaecrista microsenna (Irwin & Barneby) Irwin & Barneby
237. Chamaecrista mimosoides (L.) Standl.
238. Chamaecrista mindanaensis (Merr.) K.Larsen
239. Chamaecrista mollicaulis (Harms) Irwin & Barneby
240. Chamaecrista monticola (Mart. ex Benth.) Irwin & Barneby
241. Chamaecrista moorei Pedley
242. Chamaecrista mucronata (Spreng.) Irwin & Barneby
243. Chamaecrista multinervia (Mart. ex Benth.) Irwin & Barneby
244. Chamaecrista multipennis (Irwin & Barneby) Irwin & Barneby
245. Chamaecrista multiseta (Benth.) Irwin & Barneby
246. Chamaecrista mwangokae Gereau & G.M.Walters
247. Chamaecrista myrophenges (Irwin & Barneby) Irwin & Barneby
248. Chamaecrista nana Conc., L.P.Queiroz & G.P.Lewis
249. Chamaecrista nanodes (Irwin & Barneby) Irwin & Barneby
250. Chamaecrista neesiana (Mart. ex Benth.) Irwin & Barneby
251. Chamaecrista negrensis (H.S.Irwin) Irwin & Barneby
252. Chamaecrista newtonii (Mendonça & Torre) Lock
253. Chamaecrista nictitans (L.) Moench
254. Chamaecrista nigricans (Vahl) Greene
255. Chamaecrista nilgirica (V.Singh) V.Singh
256. Chamaecrista nomame (Siebold ex Makino) H.Ohashi
257. Chamaecrista nuda (Irwin & Barneby) Irwin & Barneby
258. Chamaecrista nummulariifolia (Benth.) Irwin & Barneby
259. Chamaecrista obcordata (Sw. ex Wikstr.) Britton
260. Chamaecrista obolaria (H.S.Irwin & Barneby) A.O.Souza & M.J.Silva
261. Chamaecrista obtecta (Benth.) Irwin & Barneby
262. Chamaecrista ochnacea (Vogel) Irwin & Barneby
263. Chamaecrista ochrosperma (Irwin & Barneby) Irwin & Barneby
264. Chamaecrista olesiphylla (Vogel) Irwin & Barneby
265. Chamaecrista oligandra M.J.Silva & A.O.Souza
266. Chamaecrista oligosperma (Mart. ex Benth.) Irwin & Barneby
267. Chamaecrista onusta Irwin & Barneby
268. Chamaecrista oppositifolia A.O.Souza, R.G.Matos & M.J.Silva
269. Chamaecrista orbiculata (Benth.) Irwin & Barneby
270. Chamaecrista orenocensis (Spruce ex Benth.) Irwin & Barneby
271. Chamaecrista pachyclada (Harms) Irwin & Barneby
272. Chamaecrista paniculata (Benth.) Irwin & Barneby
273. Chamaecrista papillata Irwin & Barneby
274. Chamaecrista paralias (Brenan) Lock
275. Chamaecrista paraunana (Irwin & Barneby) Irwin & Barneby
276. Chamaecrista parva (Steyaert) Lock
277. Chamaecrista parvistipula (Benth.) Irwin & Barneby
278. Chamaecrista pascuorum (Benth.) Irwin & Barneby
279. Chamaecrista pauciflora R.G.Matos, A.O.Souza & M.J.Silva
280. Chamaecrista pedemontana Irwin & Barneby
281. Chamaecrista pedicellaris Britton
282. Chamaecrista petiolata M.Cota & Rando
283. Chamaecrista philippi (Irwin & Barneby) Irwin & Barneby
284. Chamaecrista phyllostachya (Benth.) Irwin & Barneby
285. Chamaecrista pilicarpa (Glaz. ex Harms) Irwin & Barneby
286. Chamaecrista pilosa (L.) Greene
287. Chamaecrista planaltoana (Harms) Irwin & Barneby
288. Chamaecrista planifolia (Irwin & Barneby) Irwin & Barneby
289. Chamaecrista plumosa E.Mey.
290. Chamaecrista pohliana (Benth.) Irwin & Barneby
291. Chamaecrista polita (Irwin & Barneby) Irwin & Barneby
292. Chamaecrista polymorpha (Glaz. ex Harms) Irwin & Barneby
293. Chamaecrista polystachya (Benth.) Irwin & Barneby
294. Chamaecrista polytricha (Brenan) Lock
295. Chamaecrista portoricensis (Urb.) Cook & Collins
296. Chamaecrista potentilla (Mart. ex Benth.) Irwin & Barneby
297. Chamaecrista pratensis (R.Vig.) Du Puy
298. Chamaecrista psoraleopsis (Irwin & Barneby) Irwin & Barneby
299. Chamaecrista pteropoda Barneby
300. Chamaecrista puccioniana (Chiov.) Lock
301. Chamaecrista pumila (Lam.) V.Singh
302. Chamaecrista punctata (Vogel) Irwin & Barneby
303. Chamaecrista punctulata (Hook. & Arn.) Irwin & Barneby
304. Chamaecrista punctulifera (Harms) Irwin & Barneby
305. Chamaecrista pygmaea Britton
306. Chamaecrista ramosa (Vogel) Irwin & Barneby
307. Chamaecrista reducta (Brenan) Du Puy
308. Chamaecrista repens (Vogel) Irwin & Barneby
309. Chamaecrista rigidifolia (Benth.) Irwin & Barneby
310. Chamaecrista robynsiana (Ghesq.) Lock
311. Chamaecrista roncadorensis (Irwin & Barneby) Irwin & Barneby
312. Chamaecrista roraimae (Benth.) Gleason
313. Chamaecrista rossicorum (H.S.Irwin & Barneby) Rando
314. Chamaecrista rotundata (Vogel) Irwin & Barneby
315. Chamaecrista rotundifolia (Pers.) Greene
316. Chamaecrista rufa (Mart. & Galeotti) Britton & Rose
317. Chamaecrista rugosula (Benth.) Irwin & Barneby
318. Chamaecrista rupertiana M.Cota & Rando
319. Chamaecrista rupestrium Irwin & Barneby
320. Chamaecrista salvatoris (Irwin & Barneby) Irwin & Barneby
321. Chamaecrista scabra (Pohl ex Benth.) Irwin & Barneby
322. Chamaecrista schmitzii (Steyaert) Lock
323. Chamaecrista scleroxylon (Ducke) Irwin & Barneby
324. Chamaecrista secunda (Benth.) Irwin & Barneby
325. Chamaecrista semaphora (Irwin & Barneby) Irwin & Barneby
326. Chamaecrista sempreviva Fort.-Perez & Zeferino
327. Chamaecrista serpens (L.) Greene
328. Chamaecrista seticrenata (Irwin & Barneby) Irwin & Barneby
329. Chamaecrista setosa (Vogel) Irwin & Barneby
330. Chamaecrista simplifacta Irwin & Barneby
331. Chamaecrista sincorana (Harms) Irwin & Barneby
332. Chamaecrista sophoroides (Mart. ex Benth.) Irwin & Barneby
333. Chamaecrista souzana (Irwin & Barneby) Irwin & Barneby
334. Chamaecrista sparsifolia A.O.Souza & M.J.Silva
335. Chamaecrista speciosa Conc., L.P.Queiroz & G.P.Lewis
336. Chamaecrista spinulosa (Irwin & Barneby) Irwin & Barneby
337. Chamaecrista spodiotricha M.Cota & Rando
338. Chamaecrista stillifera (Irwin & Barneby) Irwin & Barneby
339. Chamaecrista stricta E.Mey.
340. Chamaecrista strictifolia (Benth.) Irwin & Barneby
341. Chamaecrista strictula (Irwin & Barneby) Irwin & Barneby
342. Chamaecrista subdecrescens (Irwin & Barneby) Irwin & Barneby
343. Chamaecrista subpeltata (Rizzini) Irwin & Barneby
344. Chamaecrista supplex (Mart.) Britton & Rose apud Britton & Killip
345. Chamaecrista swainsonii (Benth.) Irwin & Barneby
346. Chamaecrista symonii Pedley
347. Chamaecrista takhtajanii A.Barreto & Yakovlev
348. Chamaecrista telfairiana (Hook.fil.) Lock
349. Chamaecrista tenuicaulis A.O.Souza & M.J.Silva
350. Chamaecrista tenuisepala (Benth.) Irwin & Barneby
351. Chamaecrista tephrosiifolia (Benth.) Irwin & Barneby
352. Chamaecrista tocantinensis T.P.Mendes & M.J.Silva
353. Chamaecrista tomentella Afr.Fern.
354. Chamaecrista trachycarpa (Vogel) Irwin & Barneby
355. Chamaecrista tragacanthoides (Mart. ex Benth.) Irwin & Barneby
356. Chamaecrista transversa Afr.Fern.
357. Chamaecrista trichopoda (Benth.) Britton & Rose apud Britton & Killip
358. Chamaecrista trichothyrsus (Harms) Mendes & M.J.Silva
359. Chamaecrista truncata Rando & Pirani
360. Chamaecrista ulmea Irwin & Barneby
361. Chamaecrista unijuga (Benth.) Conc., L.P.Queiroz & G.P.Lewis
362. Chamaecrista urophyllidia (Irwin & Barneby) Irwin & Barneby
363. Chamaecrista ursina (Mart. ex Benth.) Irwin & Barneby
364. Chamaecrista usambarensis Standl.
365. Chamaecrista ustulata (H.S.Irwin & Barneby) Mendes & M.J.Silva
366. Chamaecrista vauthieri (Benth.) Irwin & Barneby
367. Chamaecrista veadeirana (H.S.Irwin & Barneby) Mendes & M.J.Silva
368. Chamaecrista venatoria (Irwin & Barneby) Irwin & Barneby
369. Chamaecrista venturiana Irwin & Barneby
370. Chamaecrista venulosa (Benth.) Irwin & Barneby
371. Chamaecrista verruculosa Afr.Fern. & E.P.Nunes
372. Chamaecrista vestita (Vogel) Irwin & Barneby
373. Chamaecrista virginis (Irwin & Barneby) Irwin & Barneby
374. Chamaecrista viscosa (Kunth) Irwin & Barneby
375. Chamaecrista wittei (Ghesq.) Lock
376. Chamaecrista xanthadena (Benth.) Irwin & Barneby
377. Chamaecrista xinguensis (Ducke) Irwin & Barneby
378. Chamaecrista zambesica (Oliv.) Lock
379. Chamaecrista zygophylloides (Taub.) Irwin & Barneby
380. Chamaecrista ×blanchetiformis Conc., L.P.Queiroz & Borba
381. Chamaecrista ×patyensis Conc., L.P.Queiroz & Borba